# Marisa Mell
Marisa Mell (Graz, 24 de febrero de 1939–Viena, 16 de mayo de 1992) fue una actriz cinematográfica y televisiva austriaca, figura de culto del cine italiano de serie B de los años 1960.

## Biografía
Nacida en Graz, Austria, su verdadero nombre era Marlies Theres Moitzi. Desde sus inicios fue una apasionada del teatro, frecuentando la escuela de arte dramático de Graz, y el Instituto Max-Reinhardt-Seminar, en Viena. En su clase coincidió, entre otros alumnos, con las actrices Erika Pluhar y Senta Berger. Con el deseo de convertirse en una vedette de fama internacional, se cambió el nombre por Marisa Mell. Tras finalizar sus estudios dramáticos, se casó con el suizo Henri Tucci, aunque el matrimonio duró poco tiempo. 
Su primer éxito internacional llegó en 1963 con el film de Ken Russell French Dressing. Sin embargo, ese mismo año sufrió un accidente de tráfico en Francia que le produjo graves heridas en el rostro. Estuvo seis horas inconsciente, sin saber que casi había perdido su ojo derecho. También tuvo una grave herida en el labio. Los dos años siguientes hubo de someterse a cirugía plástica, consiguiendo curar sin secuelas estéticas en el rostro, aunque sí le quedó un personal rizo en su labio superior.
Mell rechazó un contrato para actuar siete años en Hollywood, diciendo que, aunque el salario era elevado, las cláusulas eran muy estrictas, "necesitando incluso autorización para ir al lavabo."
En 1967 hizo el papel del título en el "totalmente desastroso" musical Mata Hari, actuando junto a Pernell Roberts. Tras un preestreno infame en Washington D. C. a causa de numerosos problemas técnicos, el productor David Merrick decidió dar por finalizada la obra antes de ser llevada a escena en el circuito de Broadway.
Llamada a Italia por Mario Monicelli, pronto se convirtió en una estrella de la dolce vita. Cuando se mudó a Roma, ella actuó en filmes interpretados por Marcello Mastroianni y Antonio Sabato. En 1971 trabajó con Uschi Glas y Petra Schürmann en una película basada en una obra de Edgar Wallace, Das Rätsel des silbernen Halbmonds, que tuvo un éxito desigual. En 1976 coincidió con Tony Curtis en Casanova and co, y en ese mismo año posó para la portada de la edición italiana de Playboy.
Sin embargo, ella se hizo sobre todo conocida por su papel de Eva Kant en Danger: Diabolik (1968). A finales de los años 1990, el show televisivo Mystery Science Theater 3000 dio a conocer a la actriz a una nueva generación de público de serie B cuando la película se emitió en un episodio. El show también parodió otros de sus papeles, el del film Secret Agent Super Dragon. 
Los últimos años de la actriz fueron difíciles, y hubo de volver a Austria, pobre y olvidada. Marisa Mell falleció en Viena, Austria, en 1992, a causa de un cáncer de garganta. Tenía 53 años de edad. Fue enterrada en el Cementerio de la parroquia Kahlenbergerdorf, en Viena. 
Había tenido una relación sentimental con el actor Helmut Berger, con el cual actuó en La belva col mitra (1977), de Sergio Grieco.

## Selección de su filmografía
- Train d'enfer, de Gilles Grangier (1965)
- Casanova '70, de Mario Monicelli (1965)
- Objectif: 500 millions, de Pierre Schoendoerffer (1966)
- New York chiama Superdrago, de Giorgio Ferroni (1966)
- Danger: Diabolik, de Mario Bava (1968)
- Le dolci signore, de Luigi Zampa (1968)
- Stuntman, de Marcello Baldi (1968)
- Una sull'altra, de Lucio Fulci (1969)
- Senza via d'uscita, de Piero Sciumè (1970)
- Marta, de José Antonio Nieves Conde (1971)
- Historia de una traición, de José Antonio Nieves Conde (1971)
- Tutti fratelli nel West... per parte di padre, de Sergio Grieco (1972)
- Amico, stammi lontano almeno un palmo..., de Michele Lupo (1972)
- Sette orchidee macchiate di rosso, de Umberto Lenzi (1972)
- Alta tensión, de Julio Buchs (1972)
- Milano rovente, de Umberto Lenzi (1973)
- Bella, ricca, lieve difetto fisico, cerca anima gemella, de Nando Cicero (1973)
- Mahogany, de Berry Gordy y Tony Richardson (1975)
- La moglie giovane, de Giovanni D'Eramo (1975)
- Amori, letti e tradimenti, de Alfonso Brescia (1976)
- Taxi Love, servizio per signora, de Sergio Bergonzelli (1976)
- La belva col mitra, de Sergio Grieco (1977)
- L'osceno desiderio, de Giulio Petroni (1978)
- Traficantes de pánico, de René Cardona Jr. (1980)
- La liceale al mare con l'amica di papà, de Marino Girolami (1980)
- La compagna di viaggio, de Ferdinando Baldi (1980)
- La dottoressa preferisce i marinai, de Michele Massimo Tarantini (1981)
- Corpi nudi, de Amasi Damiani (1983)
- Provocazione fatale, de Ninì Grassia (1990)

## Premios y reconocimientos
- Nominada al Premio Ariel en 1981 como Mejor Actriz por Traficantes de pánico